# Cordillera Carson
La cordillera Carson es un espolón de la Sierra Nevada en el este de California y el oeste de Nevada que comienza en el paso Carson y se extiende hacia el norte hasta el río Truckee cerca de Verdi, Nevada. 
La subcordillera fue llamado así en memoria del hombre fronterizo Kit Carson. Fue luego nombrado así oficialmente el 1 de enero de 1939.

## Geografía
La cordillera tiene unas 50 millas (80 km) de largo y 5 a 10 millas (8 a 16 km) de ancho, con 3/4 de la cordillera dentro del estado de Nevada y el resto dentro del estado de California. Cabe también destacar, que la cordillera Carson, junto con su padre, la Sierra Nevada, arroja una sombra orográfica sobre el área metropolitana de Reno y de Carson City.
A diferencia de la cresta principal de la Sierra Nevada al oeste del lago Tahoe, la cordillera Carson pierde la nieve mucho antes (en abril) y la gana mucho más tarde (en diciembre). De hecho, recibe aproximadamente la mitad de las nevadas que las montañas al oeste del lago. El agua de deshielo de la cordillera alimenta el río Truckee y el río West Fork Carson, así como el lago Tahoe y el lago Marlette.

### Montañas principales
- Pico Freel (10.881 pies/3.316 m)
- Trabajos Hermana (10.823 pies/3.299 m)
- Monte Rose (10.776 pies/3.284 m)
- Pico de empleos (10.633 pies/3.240 m)
- Montaña deslizante (9.698 pies/2.955 m)
- Pico Este (9.593 pies/2.924 m)
- Pico del Valle Nevado (9.214 pies/2.808 m)

## Fauna
En las elevaciones más bajas las plantas naturales predominantes son la serie de pinos Jeffrey y la serie de abetos blancos. En las elevaciones más altas, hay series de abetos rojos, mientras que en las elevaciones más altas domina la serie de pinos Whitebark.

## Clima
La precipitación media anual en la cordillera es de 15 a 40 pulgadas; la mayoría cae como nieve. La temperatura media anual es de aproximadamente 1,7 a 7,2 °C, mientras que el período medio libre de heladas es de aproximadamente 25 a 100 días.

## Transporte

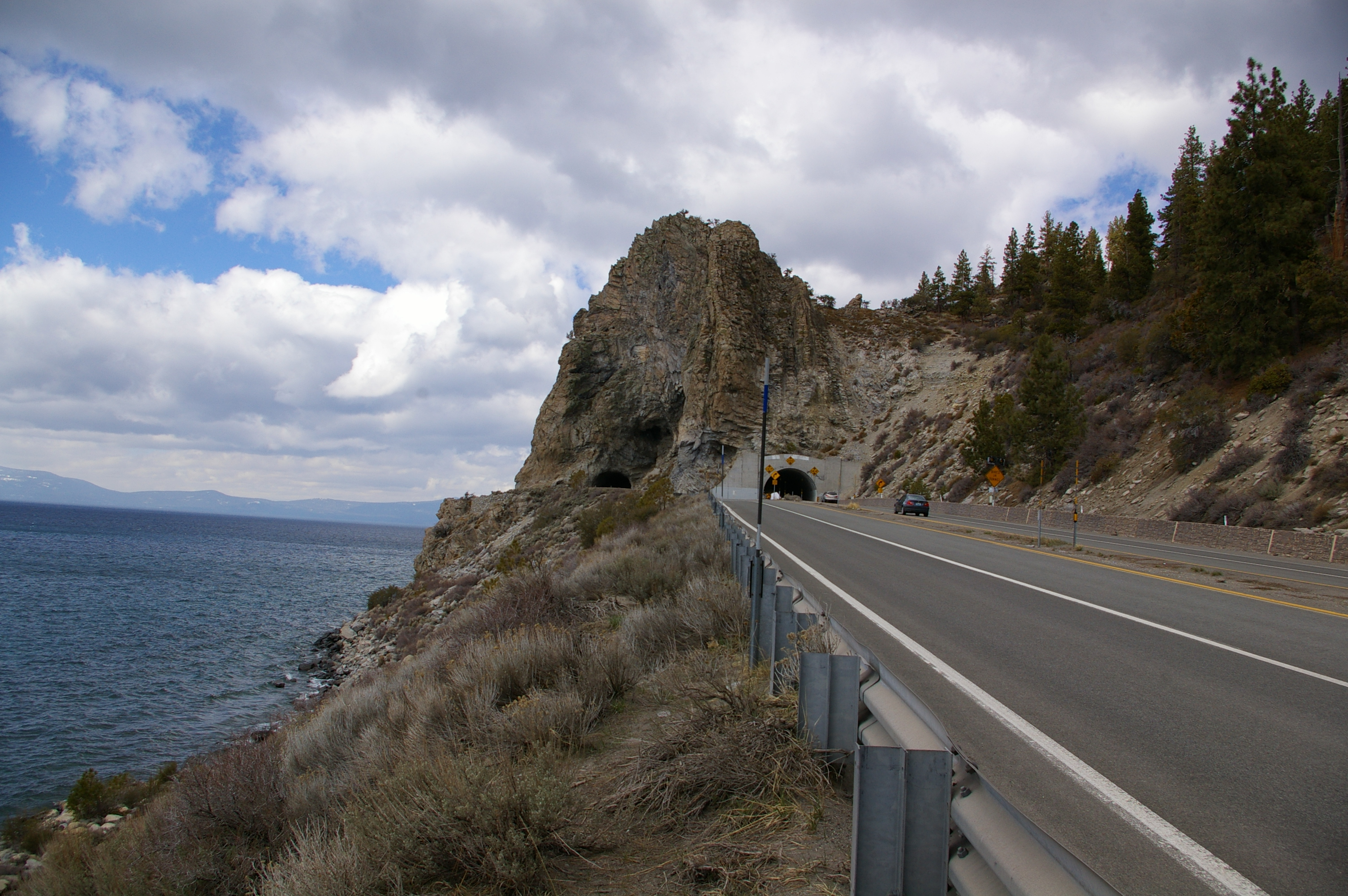
La US 50 atraviesa las laderas occidentales de la cordillera Carson.

Las laderas occidentales de la cordillera forman la costa este del lago Tahoe, a lo largo de la cual la US 50 y la NV 28 forman una carretera de circunvalación parcial alrededor del lago Tahoe.
Es posible viajar entre el lago Tahoe y Carson City a través de la US 50 sobre Spooner Summit, o la NV 207 sobre Daggett Pass. Serpenteando a través de la mitad norte de la cordillera se encuentra la NV 431, que conecta Incline Village con Reno sobre el monte Rose Summit .
El Tahoe Rim Trail atraviesa esta cordillera.